# Christine Aidala

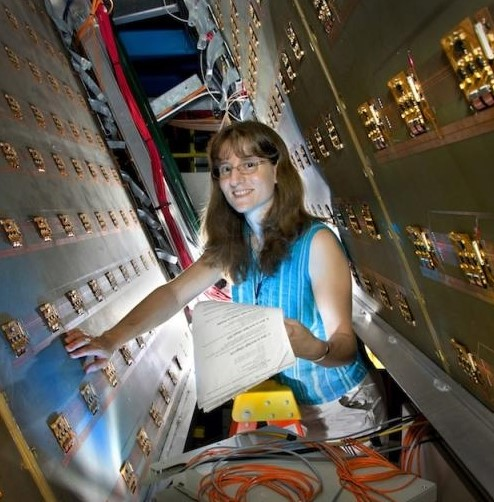
Christine Aidala (2011)

Christine Angela Aidala ist eine US-amerikanische Hochenergie-Kernphysikerin. Sie beschäftigt sich mit der Nukleonenstruktur und der Partondynamik in der Quantenchromodynamik.

## Ausbildung
Christine Aidala studierte zunächst Physik und Musik an der Yale University und erwarb in diesen Fächern 1999 einen Bachelor-Abschluss. Während ihres Grundstudiums unterrichtete sie Englisch und Musik  in Mailand. Während ihres Hauptstudiums an der Columbia University arbeitete sie als physikalische Assistentin am  Brookhaven National Laboratory auf Long Island und am OPAL-Experiment am CERN. 2005 schloss sie als Ph.D. ab.

## Karriere
Aidala ging als Postdoc-Forscherin an die University of Massachusetts Amherst, wo sie über Protonenspinspaltung forschte. Neben zahlreichen eigenen Veröffentlichungen schrieb sie auch eine Systematische Übersichtsarbeit über die Nukleonspinstruktur im Journal Reviews of Modern Physics, die über 200-mal zitiert wurde.
2012 wurde Aidala Assistant Professor of Physics an der University of Michigan, 2016 bis 2020 Associate Professor. In diese Zeit fiel auch ein Fulbright-Stipendium an der Universität Pavia und eine Gastdozentur an der Universität Mailand. Von 2021 an bekleidet sie eine Professur für Physik an der University of Michigan.
Sie untersucht die Nukleonstruktur und Quantenchromodynamik mit dem Team ihres Forschungslabors an der University of Michigan. Die Aidala-Gruppe kooperiert dabei international bei der Untersuchung von Spin-Spin- und Spin-Moment-Korrelationen bei einer Vielzahl subatomarer Partikel. Ihre Experimente finden am  Relativistic Heavy Ion Collider des Brookhaven National Laboratory, dem Hauptinjektor des Fermilab in Illinois und dem Large Hadron Collider am CERN bei Genf statt.
Neben ihrer Forschung an subatomaren Strukturen engagiert sie sich auch bei allgemeinen physikalischen Themen, so beteiligte sie sich an einem Projekt, das standardisierte mathematische Prinzipien für die Hamiltonsche Mechanik und den Lagrange-Formalismus aus physikalischen Annahmen ableiten sollte.
Aidala nimmt auch an Outreach-Aktivitäten wie Saturday Morning Physics teil und führt Physikfortbildungen für Grund- und Mittelschul-Lehramtsstudenten durch.

## Auszeichnungen und Ehrungen
- 2015 Sloan Research Fellowship[9][10]
- 2018 National Science Foundation CAREER Award[11]
- 2019 Presidential Early Career Award for Scientists and Engineers[12]